# Verrucomicrobiaceae
Famille
Les Verrucomicrobiaceae sont une famille de bactéries à Gram négatif de l'ordre des Verrucomicrobiales. Son nom provient de Verrucomicrobium qui est le genre type de cette famille.

## Liste de genres
Selon la LPSN (3 décembre 2022) :
- Brevifollis Otsuka et al. 2013
- Haloferula Yoon et al. 2008
- Luteolibacter Yoon et al. 2008
- Oceaniferula Jin et al. 2022
- Persicirhabdus Yoon et al. 2008
- Phragmitibacter Szuróczki et al. 2020
- Prosthecobacter (ex Staley et al. 1976) Staley et al. 1980
- Roseibacillus Yoon et al. 2008
- Roseimicrobium Otsuka et al. 2013
- Verrucomicrobium Schlesner 1988 – genre type